# Lac Porkuni
Le lac Porkuni (en estonien : Porkuni järv)  est un lac de la commune d'Alutaguse dans le comté de Viru-Ouest en Estonie,,,.

## Géographie
La superficie d'eau du lac est de 44,6 hectares et ses îles occupent 5 hectares.
Le lac se compose de quatre bassins : Suurjärv (36 hectares), Aiajärv (1 hectare), Iiri järv et le lac inférieur (4 hectares).
Le lac a une longueur de 2 020 mètres.
Sa profondeur moyenne  est de 2 mètres et sa profondeur maximale de 3 mètres.
Son littoral a une longueur de 12 710 mètres.
Le fleuve Valgejõgi prend sa source dans le lac. 
Le niveau d'eau est très fluctuant et le lac alimenté par une source est également resté complètement sec (les periodes les plus récentes sont en 1998, 2003, 2006 et 2015,,
Sur l'île Küngassaar, située au milieu du lac, se trouvent: l'école de Porkuni (et), située dans l'ancien manoir de Porkuni (et) , qui est un internat pour enfants ayant des besoins spéciaux, et le musée du calcaire (et) dans la tour de guet du château épiscopal de Porkuni (et).

## Galerie

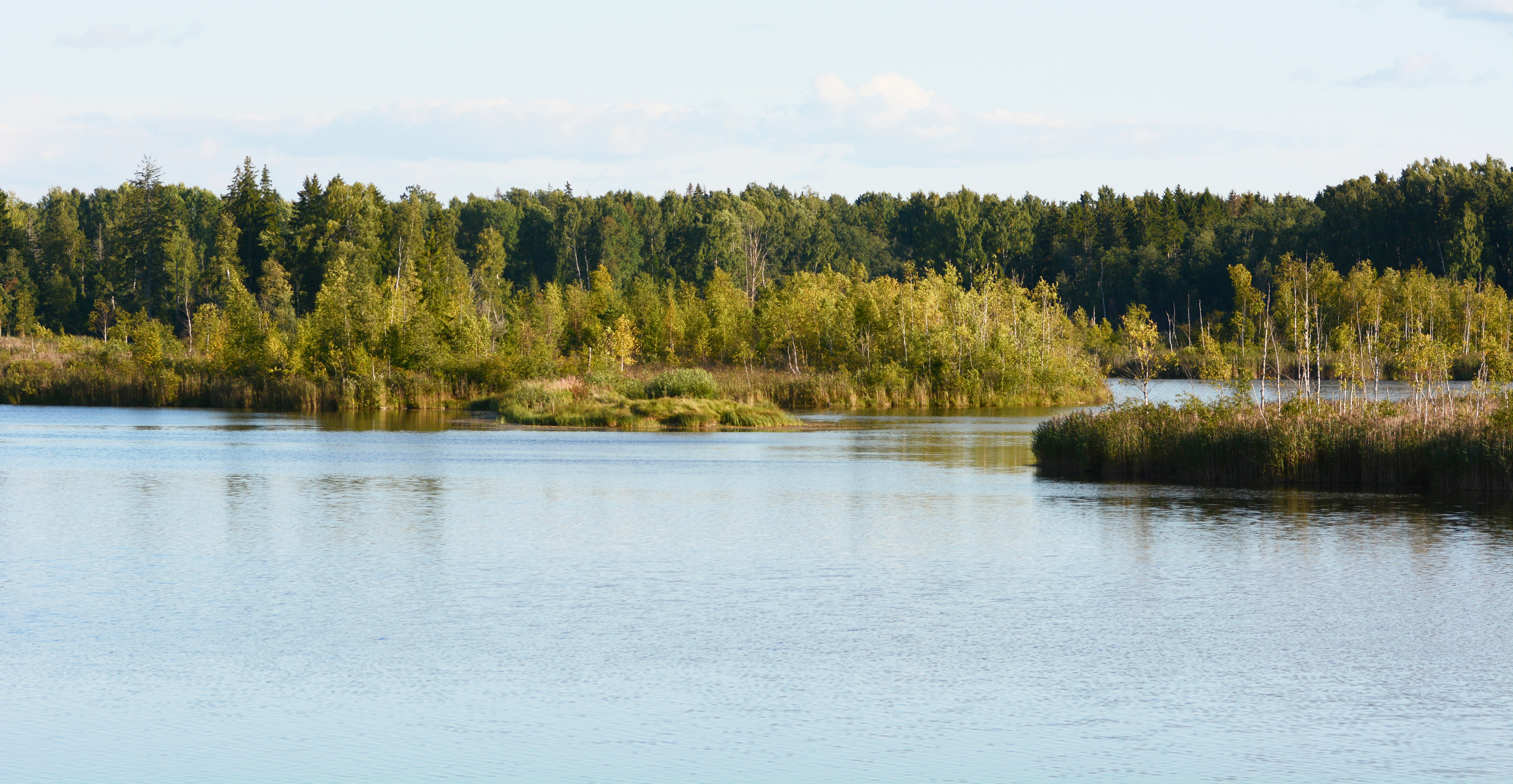
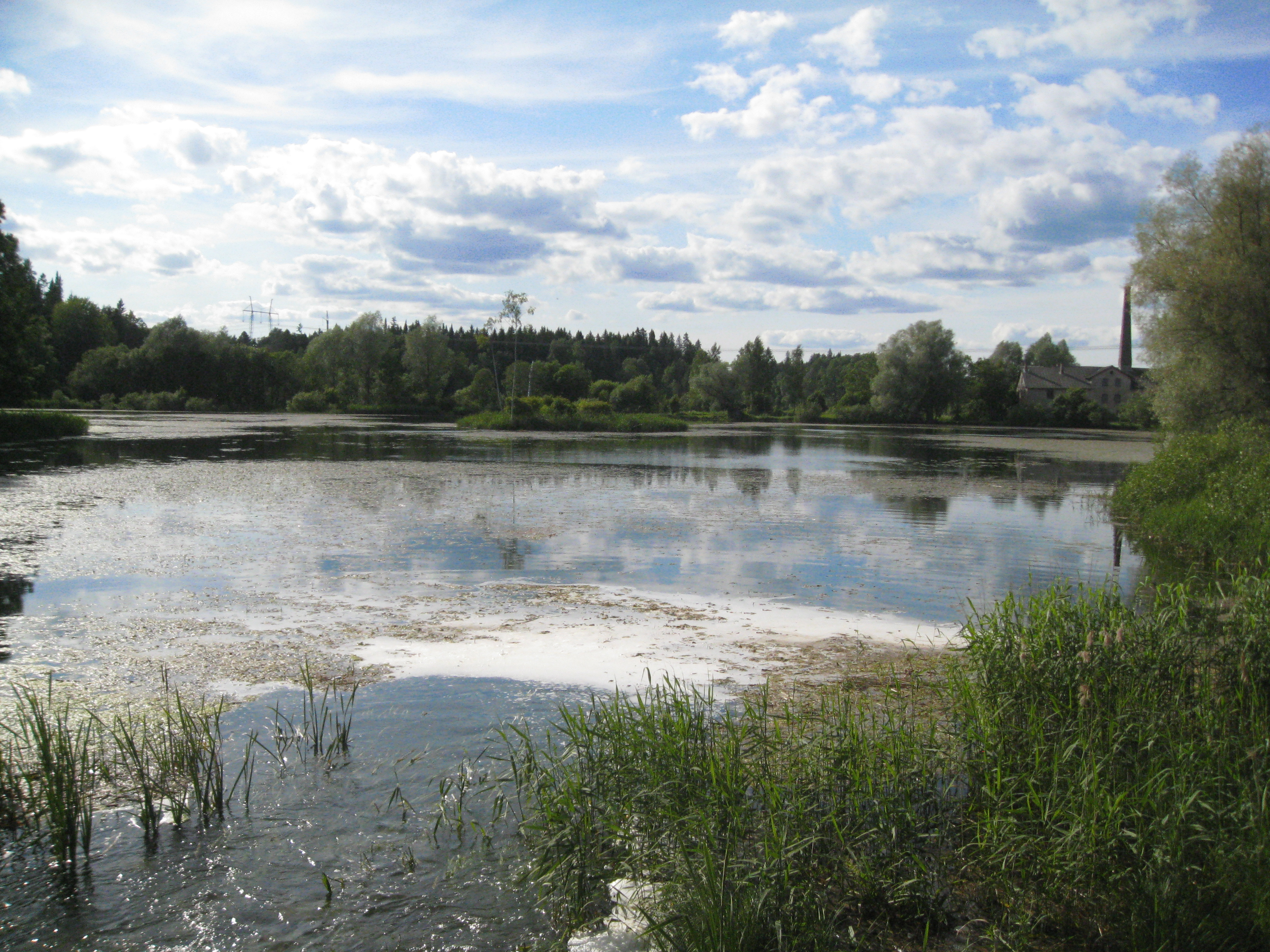
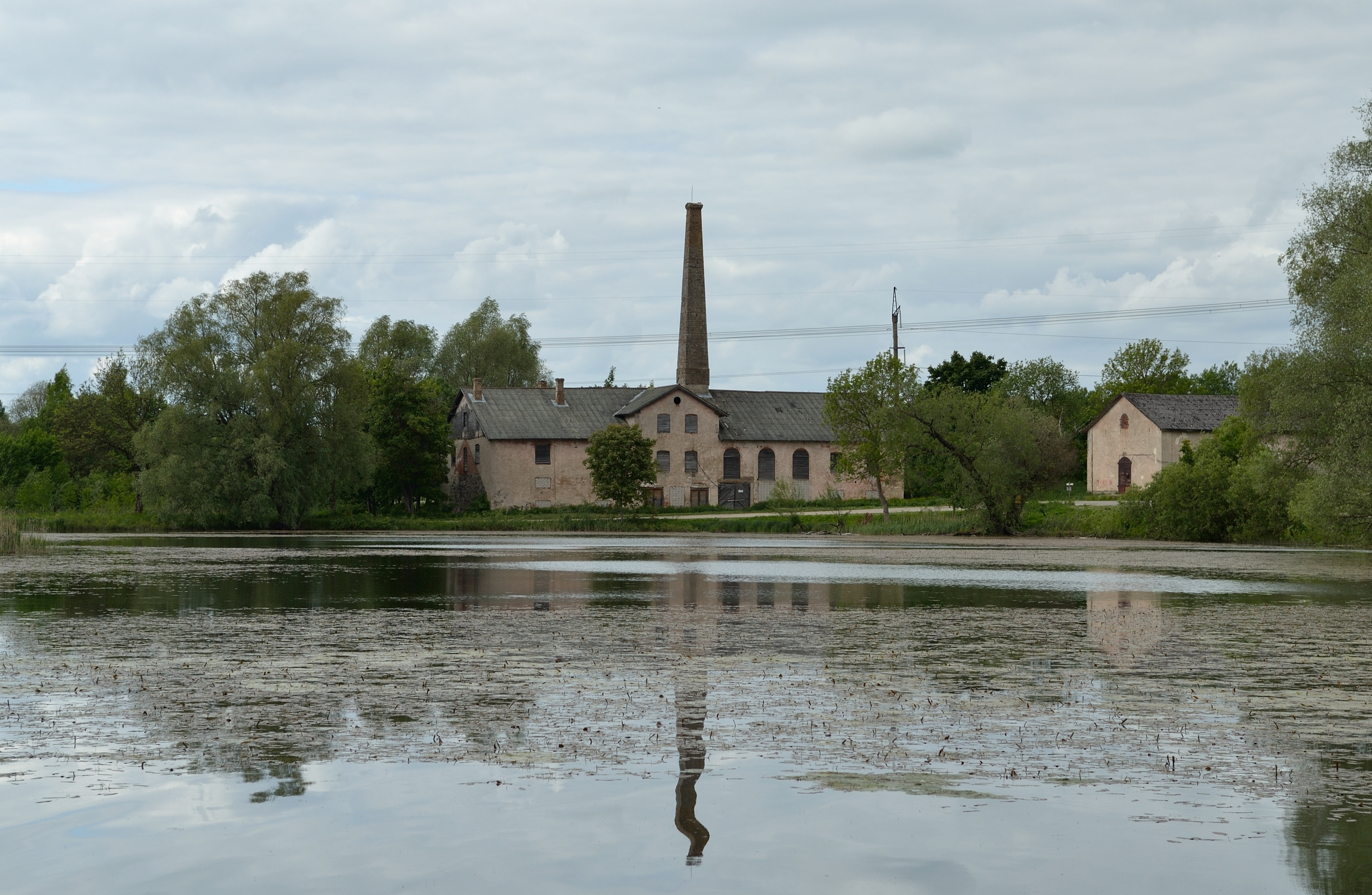
Ancienne distillerie du manoir.